# Eider

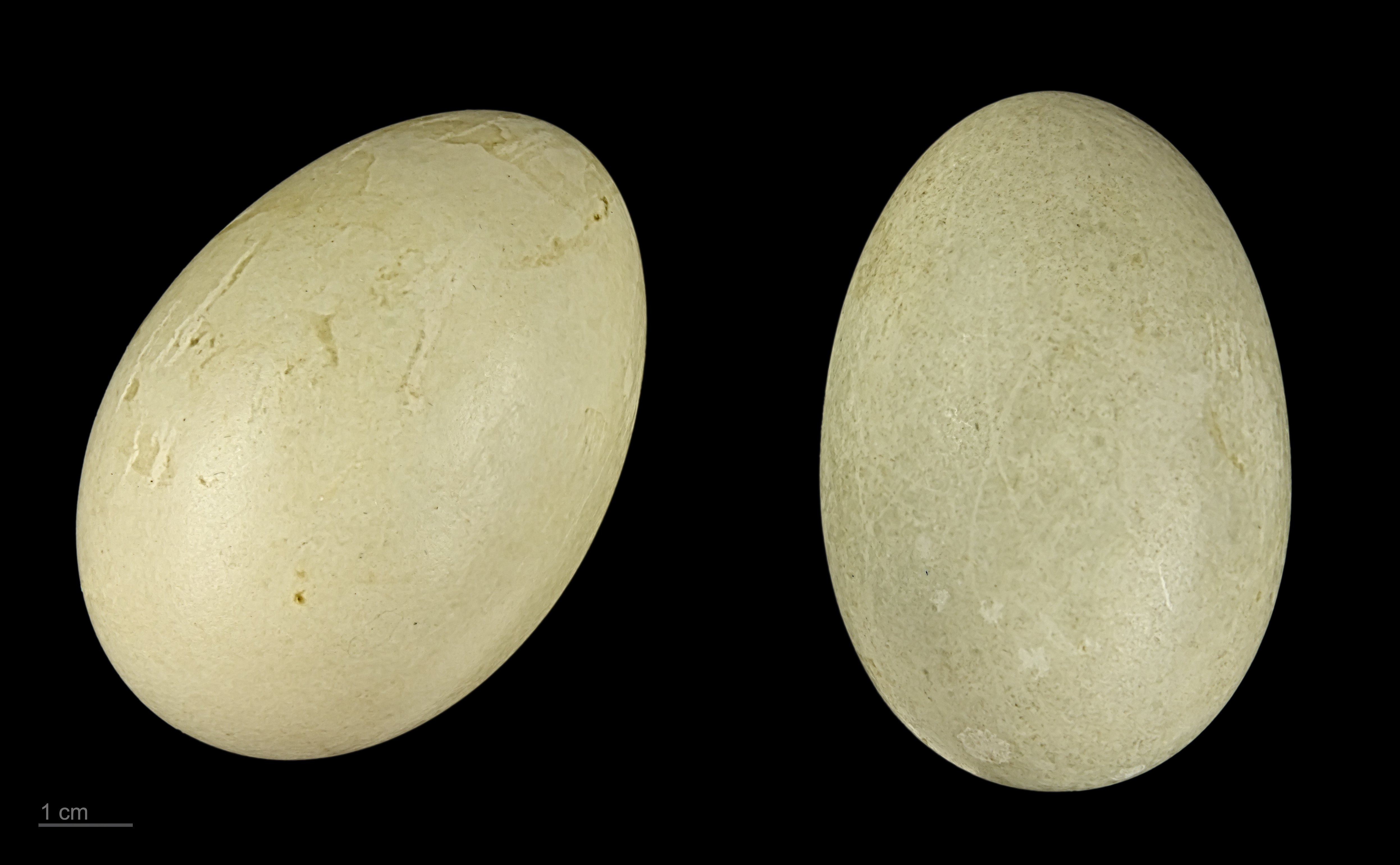
Somateria mollissima - MHNT

Eiderul (Somateria mollissima) este o rață marină, din familia anatidelor, care trăiește în țările nordice. În Peninsula Scandinavă este protejată de om, din cauză că îi întrebuințează ouăle și penele și oamenii îi pun la îndemână lăzi de lemn pentru cuib.

## Caracteristici
Eiderul cuibărește pe insulițe solitare stâncoase situate în apropierea țărmului sau în lagune costiere, lacuri și chiar râuri. Este răspândit pe coaste nord-europene și americane, mai ales acolo unde nu sunt ghețuri; efectuează migrații sezoniere de la nord la sud, ajunge până în Europa centrală și coastele nordice ale Mării Negre. Rareori poate ajunge accidental în sezonul de iarnă și în România, mai ales pe litoralul de vest a Mării Negre. Masculul are spinarea albă și abdomenul negru, capul alb cu o dungă neagră peste ochi și ceafa verde. Femela este brună cu dungi negricioase. Eiderul este mai voluminos decât rața mare; lungimea corpului este de 50-71 cm, anvergura aripilor de 80-110 cm, iar greutatea de 1,8-3 kg. Poate trăi 37 de ani. Are un zbor caracteristic, bătăile rare din aripi alternând cu planări, capul fiind ținut oblic în jos, cu ciocul alungit în linia frunții, se deosebește de rațele din alte genuri. Se hrănește cu moluște de pe fund, dar și cu crustacee, gasteropode, echinoderme și alte nevertebrate marine; ocazional și cu pește mic. Femela în timpul clocirii consumă alge, fructe, semințe și frunze de pe plantele înconjurătoare, iar puii pot fi hrăniți cu cartofi prăjiți de către oameni. În iunie femela depune 4-5 ouă pe care le clocește 25-26 zile. Puii sunt îngrijiți de femelă 10-25 de zile, până când se acoperă cu un penaj juvenil, rămânând în continuare cu femela pentru încă 5-10 zile, ei pot zbura la 60 de zile de la eclozare. Femela depune o singură pontă pe an.

## Galerie

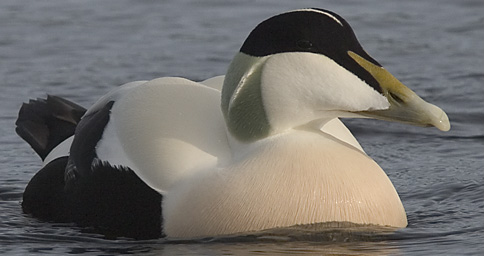
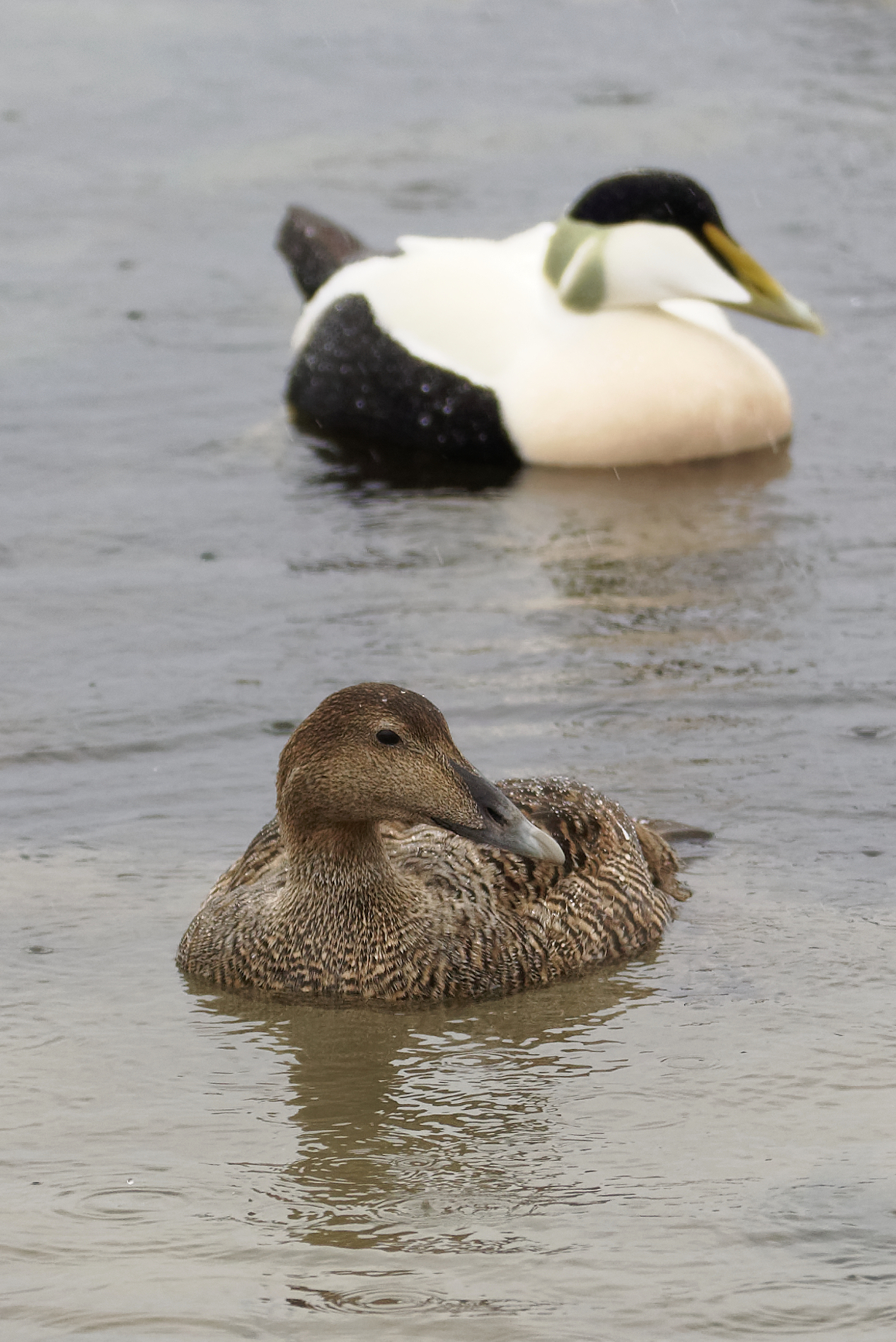
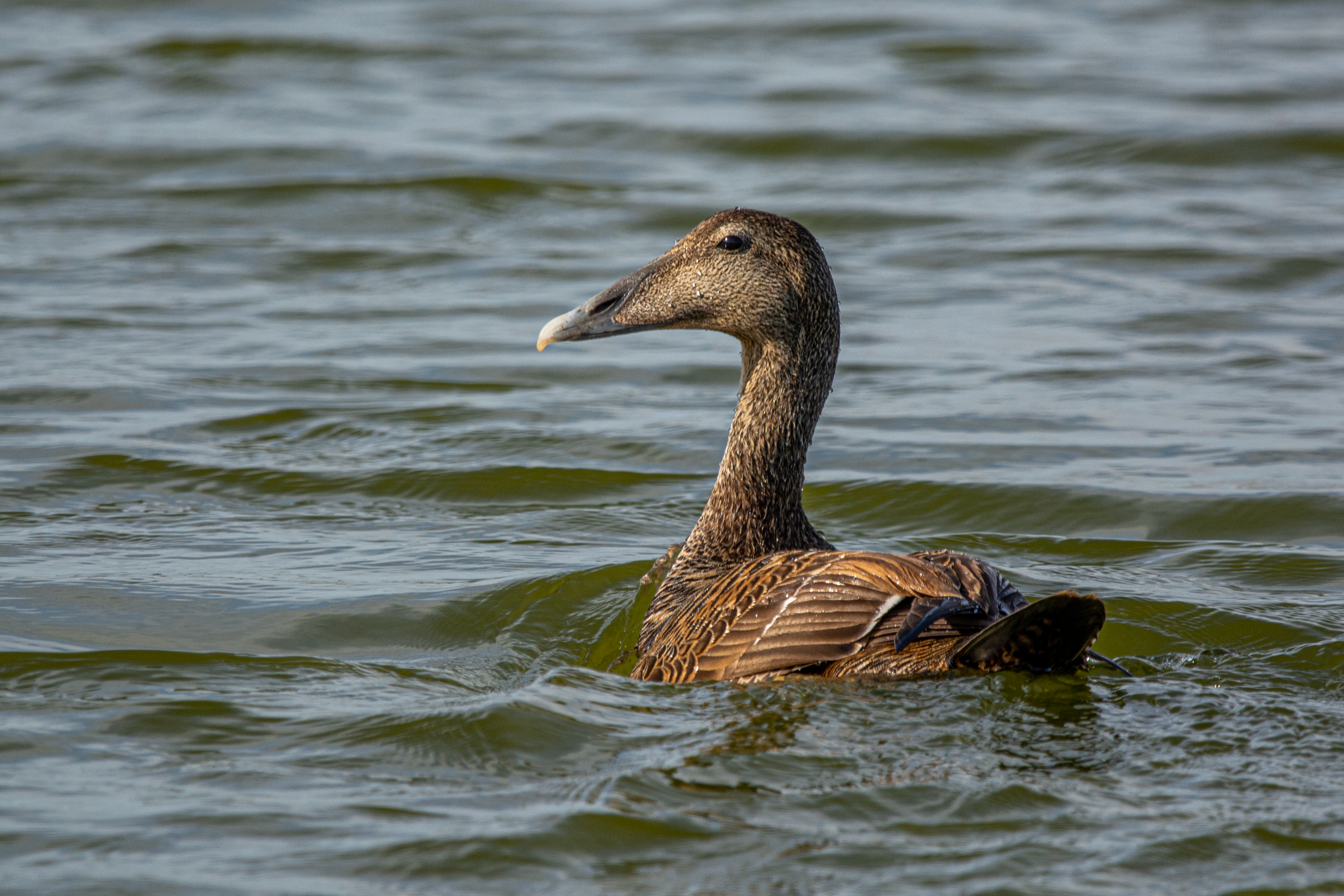